# Société entomologique de Russie
La Société entomologique de Russie (Rousskoïe entomologuitcheskoïe obchtchestvo, Русское энтомологическое общество) (REO) est une société savante russe vouée à l'étude de l'entomologie qui a été fondée en 1859 à Saint-Pétersbourg, par des scientifiques du musée zoologique et des entomologistes amateurs. Du temps de l'URSS, elle s'appelait la Société entomologique d'URSS (VEO). Elle comprend vingt-huit filiales régionales. Sa dernière session plénière a eu lieu en 2012 à Saint-Pétersbourg. Sa prochaine session aura lieu en 2017 à Novossibirsk. 

## Vocation
La vocation de la société est de populariser l'étude des insectes, de soutenir l'enseignement de l'entomologie, et de renforcer les liens des entomologistes russes avec leurs homologues étrangers. Le conseil central de la Société se trouve à Saint-Pétersbourg (N°1, quai de l'Université), son président est le professeur Andreï Selikhovkine. La Société réunit des scientifiques spécialistes des coléoptères, des lépidoptères, de myrmécologie, etc. et d'autres sciences fondamentales et appliquées.
La Société avait 106 membres en 1860, elle en avait 3 130 en 1978 et environ 2 000 en 2002, répartis en vingt-trois départements. La Société publie ses Travaux depuis 1861 (Horae Societatis Entomologicae Rossicae) et depuis 1901 la Revue d'entomologie (jusqu'en 1933, Revue russe d'entomologie) en partenariat aujourd'hui avec l'Académie des sciences de Russie.

## Présidents
- Karl Ernst von Baer (1860-1861 et 1863-1864)
- Johann Friedrich von Brandt (1861-1863)
- Viktor Semionov (1865-1866)
- Oktawiusz Radoszkowski (1867-1879)
- Eduard Brandt (1880-1889)
- Piotr Semionov-Tian-Chanski (1890-1914)
- Andreï Semionov-Tian-Chanski (1914-1931)
- Evgueni Pavlovski (1931-1965)
- Grigori Beï-Bienko (1965-1971)
- Merkouri Guiliarov (1973-1985)
- Gleb Medvedev (1985-2009)
- Vladimir Tobias (2009-2011)
- Andreï Selikhovkine (2012-)